# いしいしんじ
いしい しんじ（本名：石井 慎二、1966年2月15日 - ）は、日本の小説家、随筆家。大阪府大阪市出身、京都市在住（2018年12月現在）。既婚、1男あり。身長181cm、体重65kg。

## 人物
万代池のそばで生まれる。男4人兄弟の次男。父は塾講師で、5歳の時に話を書き始めて歌を作る。幼児生活団を経て、大阪府立住吉高等学校卒業。
高校生の頃に画家を志すが知人から止めたほうがいいと言われ、東京芸術大学を受験するも不合格となり京都大学文学部仏文学科へ進学し、1989年卒業後にリクルートで雑誌編集に従事した。
いわゆる奇人で、「シーラカンスの刺身を食べてみたい」と思い立ち勤務先を休み、シーラカンスの刺身を求めてコモロを訪れる。旅行で書き溜めた日記が注目を集め、著述活動を始めて退職する。自身の小説に挿絵を書くことも多いが、イラストレーターではないと述べる。
炊き出しを目当てに公園で寝泊りしながら隅田川のそばで13年過ごした後に、三浦市、松本市、三浦市を経て2010年2月から京都市に在住する。カメラマンの石井孝典は双子の弟に当たる。
ペンネームが「いしいしんじ」とひらがな表記である理由は、特にない、としながらも、5歳で書いた処女作が「いしいしんじ」表記だったことによるとしている。
自己所有の蓄音機を、「コロちゃん」（ポータブル型）、「ワンちゃん」「ムーンブーツ君」（家具サイズの大型）などと名づけて、とても可愛がっている。
レコード収集、歌舞伎観劇、茶道表千家（1999年から）、落語鑑賞（但し笑点メンバーは除く）を趣味とし、ヒトラー『我が闘争』、赤塚不二夫『天才バカボン』などを愛読し、バカボンのパパを理想の人間として目標にしている。

## 略歴
- 1994年 『アムステルダムの犬』で表現活動を始める[5]。
- 2003年 『麦ふみクーツェ』で第18回坪田譲治文学賞を受賞する[4]。
- 2004年
  - 『プラネタリウムのふたご』が第17回三島由紀夫賞候補となる[6]。
  - 8月8日 婚姻する。
- 2006年 『ポーの話』が第19回三島由紀夫賞候補となる[7]。
- 2007年 『みずうみ』が第20回三島由紀夫賞[8]、第29回野間文芸新人賞それぞれの候補となる。
- 2009年 『四とそれ以上の国』が第22回三島由紀夫賞候補となる[9]。
- 2010年10月 長男が誕生する。
- 2012年 『ある一日』が第25回三島由紀夫賞候補となり[10]、第29回織田作之助賞大賞を受賞する[11]。
- 2016年 『悪声』が第29回三島由紀夫賞候補となり[12]、第4回河合隼雄物語賞を受賞する[13]。
- 2021年1月 読売新聞の人生案内の回答者を担当する[14]。

## 作品リスト

### 小説
- 『アムステルダムの犬』講談社 1994
- 『なきむしヒロコちゃんはかもしれない病かもしれない』講談社 1995
- 『とーきょーいしいあるき』東京書籍 1996「東京夜話」新潮文庫
- 『シーラカンス』（しみずたかひこ版画）金の星社 1997
- 『ぶらんこ乗り』理論社 2000 のち新潮文庫
- 『トリツカレ男』ビリケン出版 2001 のち新潮文庫
- 『麦ふみクーツェ』理論社 2002 のち新潮文庫
- 『プラネタリウムのふたご』講談社 2003 のち文庫
- 『絵描きの植田さん』植田真絵 ポプラ社 2003 のち新潮文庫
- 『ポーの話』新潮社 2005 のち文庫
- 『白の鳥と黒の鳥』（短編集）角川書店 2005 のち文庫
- 『雪屋のロッスさん』メディアファクトリー 2006 のち新潮文庫
- 『みずうみ』河出書房新社 2007 のち文庫
- 『四とそれ以上の国』文藝春秋 2008 のち文庫
- 『ある一日』新潮社 2012 のち文庫
- 『悪声』文藝春秋 2015 のち文春文庫
- 『港、モンテビデオ』河出書房新社 2015
- 『よはひ』集英社 2016 のち集英社文庫
- 『海と山のピアノ』新潮社 2016 のち文庫
- 『赤ん坊が指指してる門』子ども未来研究センター 2016
- 『みさきっちょ』アタシ社 2019　画：長谷川義史
- 『マリアさま』リトルモア 2019

### エッセイ
- 『うなぎのダンス』（対談集）アスキー・アスペクト 1998 のち河出文庫
- 『グレートピープル。ストレンジ。』日之出出版 2000
- 『いしいしんじのキューバ日記』マガジンハウス 2006
- 『いしいしんじのごはん日記』新潮文庫、2006
- 『三崎日和-いしいしんじのごはん日記2』新潮文庫 2008
- 『熊にみえて熊じゃない』マガジンハウス 2010
- 『アルプスと猫 いしいしんじのごはん日記 3』新潮文庫 2010
- 『遠い足の話』新潮社 2010
- 『いしいしんじの音ぐらし』シンコーミュージック 2015
- 『毎日が一日だ』毎日新聞社 2016
- 『且坐喫茶』淡交社 2016
- 『きんじよ』ミシマ社 2018
- 『ピット・イン』三栄 2020
- 『書こうとしない「かく」教室』ミシマ社 2022

### 共著
- 『その辺の問題』中島らも共著 メディアファクトリー 1998 のち角川文庫
- 『人生を救え!』町田康共著 毎日新聞社 2001 のち角川文庫
- 『人生を歩け!』町田康共著 毎日新聞社 2006

## 翻訳
- いぬなんてだいきらい ジョアン・L.ノドセット 講談社 1994.10
- げんじものがたり 講談社 2021.6

## 映像化作品

### 映画
- トリツカレ男（2025年秋公開予定、監督：髙橋渉）[15]

## 出演

### ラジオ番組

#### KBS京都ラジオ
- いしいしんじのころがるいしのおと（火曜 21:30 - 22:00、2010年10月9日 - ）バッハから恋のぼんちシートまで様々な楽曲を蓄音機「コロちゃん」などで無節操にかける珍奇な番組。テーマ曲：マディ・ウォーターズ "Rollin' Stone"
  - 2010年10月9日～2011年4月2日　土曜 16:00 - 16:30
  - 2011年4月4日～2015年1月26日  月曜 20:00 - 20:30
  - 2015年2月3日～2016年9月20日　火曜 21:30 - 22:00
  - 2016年9月30日～　　　　　　　金曜 24:00 - 24:30
- ラジオ特別番組「ああ素晴らしき大衆音楽」（2010年5月28日 24:00 - 25:00）大友良英
- 大友良英のJAMJAMラジオ 新春スペシャル公開生放送（2010年12月31日 24:00 - 27:00）USTREAMでも配信
- 森谷威夫のお世話になります！！（2011年12月28日）
- ボクはコロちゃん 蓄音機（2012年5月26日 17:00～18:00）蓄音機のコロちゃんがナビゲートし、小説家のいしいしんじと鈴木大拙元秘書の岡村美穂子が対談

#### NHKラジオ第2放送
- 邦楽のたのしみ（2009年6月毎週土曜日）NHKラジオ番組一覧

#### インターFM
- ドントパスミーバイ（2010年12月11日 15:00 - 16:00 生放送）出演:根本敬×湯浅学×いしいしんじ

### テレビ番組
- 週刊ブックレビュー
- newsフェイス（2017年5月3日） - 京都脱出計画で高松に行こうとしてJR京都駅新幹線下りホームにいたところ、一般の旅行客として家族と共に取材を受ける